# Cung điện Dolmabahçe
Cung điện Dolmabahçe (tiếng Thổ Nhĩ Kỳ: Dolmabahçe Sarayı, IPA: [doɫmabahˈtʃe saɾaˈjɯ]) là một cung điện nằm ở Beşiktaş thuộc thành phố Istanbul, Thổ Nhĩ Kỳ. Nó nằm bên phần lãnh thổ thuộc châu Âu, gần khu vực eo biển Bosphorus. Cung điện này từng là trung tâm hành chính của Đế chế Ottoman giai đoạn 1856-1922, trừ khoảng thời gian 22 năm (1887-1909) mà Cung điện Yıldız được sử dụng.

## Vị trí
Vị trí ban dầu của Dolmabahçe bên vịnh Bosphorus được sử dụng là nời neo đậu của hạm đội Ottoman. Khu vực đã được khai hoang dần dần trong thế kỷ 18 để trở thành một khu vườn hoàng gia và được nhiều Sultan Ottoman yêu thích. Tên của cung điện xuất phát từ khu vườn có tên Dolmabahçe, trong tiếng Thổ Nhĩ Kỳ Dolma nghĩa là "đầy" và bahçe có nghĩa là "khu vườn". Diện tích của cung điện là 45.000 m² được xây dựng trong khu vực 110.000 m² được giới hạn bởi Bosphorus ở phía đông và vách dốc ở phía tây.

## Lịch sử
Dolmabahçe được xây dựng theo yêu cầu của vị Sultan thứ 31 của đế chế Ottoman, Abdül Mecid I trong khoảng thời gian từ năm 1843 tới 1856. Trước đó, ông và gia đình của ông đã sống tại Cung điện Topkapi, nhưng khi Topkapi thời trung cổ vẫn chưa có được sự hiện đại, sang trọng, và thoải mái so với các cung điện của vua chúa châu Âu thì Abdul Mejid quyết định xây dựng một cung điện mới hiện đại gần các khu vực của Cung điện Beşiktaş cũ đã bị phá hủy. Hacı Said Ağa chịu trách nhiệm về công trình xây dựng, trong khi dự án đã được thực hiện bởi các kiến trúc sư Garabet Balyan, con trai ông Nigoğayos Balyan và Evanis Kalfa (thành viên của gia đình Balyan, gia tộc kiến trúc sư nổi tiếng dưới triều Ottoman).
Chi phí xây dựng là 5 triệu đồng tiền vàng Ottoman, tức là 35 tấn vàng, tương đương với 1,5 tỷ USD (2013). Số tiền này tương ứng với khoảng một phần tư doanh thu thuế hàng năm. Trên thực tế, việc xây dựng đã được tài trợ thông qua sự giảm giá đáng kể bởi các khoản vay nước ngoài gặp vấn đề. Các khoản chi phí rất lớn đặt gánh nặng vào ngân khố nhà nước khiến tình hình tài chính của Đế quốc Ottoman xấu hơn và mất dần kiểm soát khiến đế quốc này trở thành "Kẻ ốm yếu của châu Âu".
Các hoàng gia cuối cùng sống ở đây là Caliph Abdul Mejid Efendi. Một bộ luật có hiệu lực vào ngày 3 tháng 3 năm 1924 chuyển quyền sở hữu của cung điện trở thành tài sản quốc gia của Cộng hòa Thổ Nhĩ Kỳ mới. Mustafa Kemal Atatürk, tổng thống đầu tiên của nước Cộng hòa Thổ Nhĩ Kỳ đã sử dụng cung điện làm nơi ở trong mùa hè và trưng bày một số tác phẩm quan trọng nhất của ông ở đây. Atatürk đã dành những ngày cuối cùng điều trị y tế tại cung điện này, nơi ông qua đời vào ngày 10 tháng 11 năm 1938.
Ngày nay, cung điện được quản lý bởi Tổng cục Cung điện Quốc gia (Milli Saraylar Daire Başkanlığı), cơ quan chịu trách nhiệm trước Quốc hội. Cách duy nhất để thấy tham quan bên trong cung điện Dolmabahçe là một tour du lịch hướng dẫn.

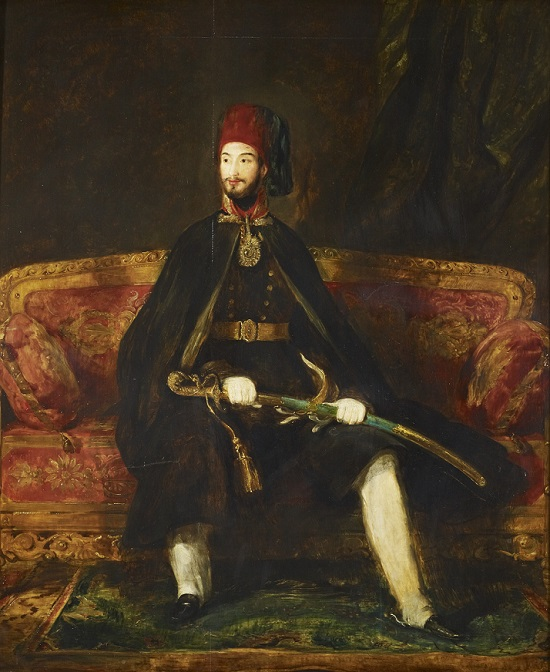
Abdülmecid I

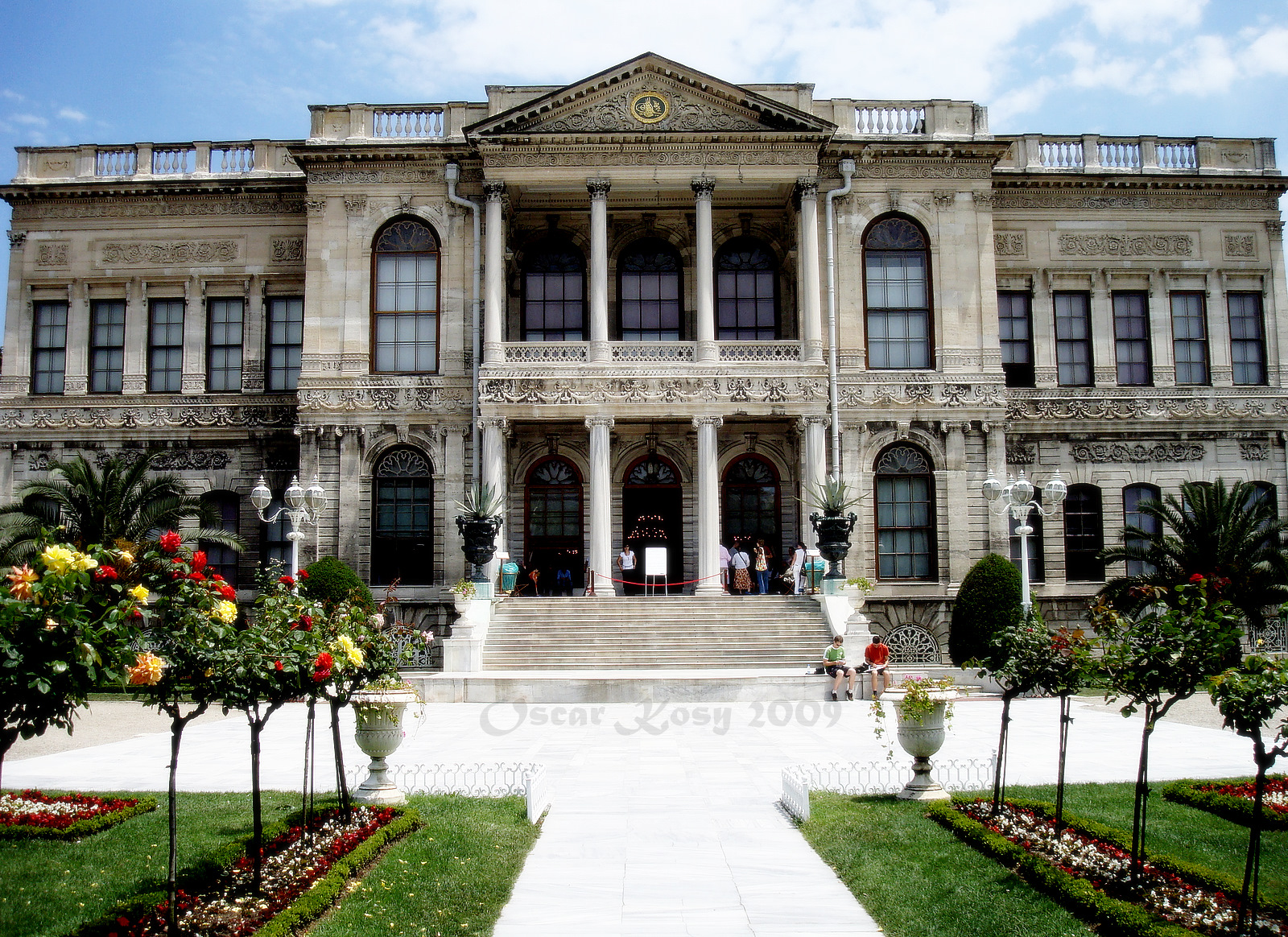
Cửa Selamlık của cung điện.

## Thiết kế và bố trí

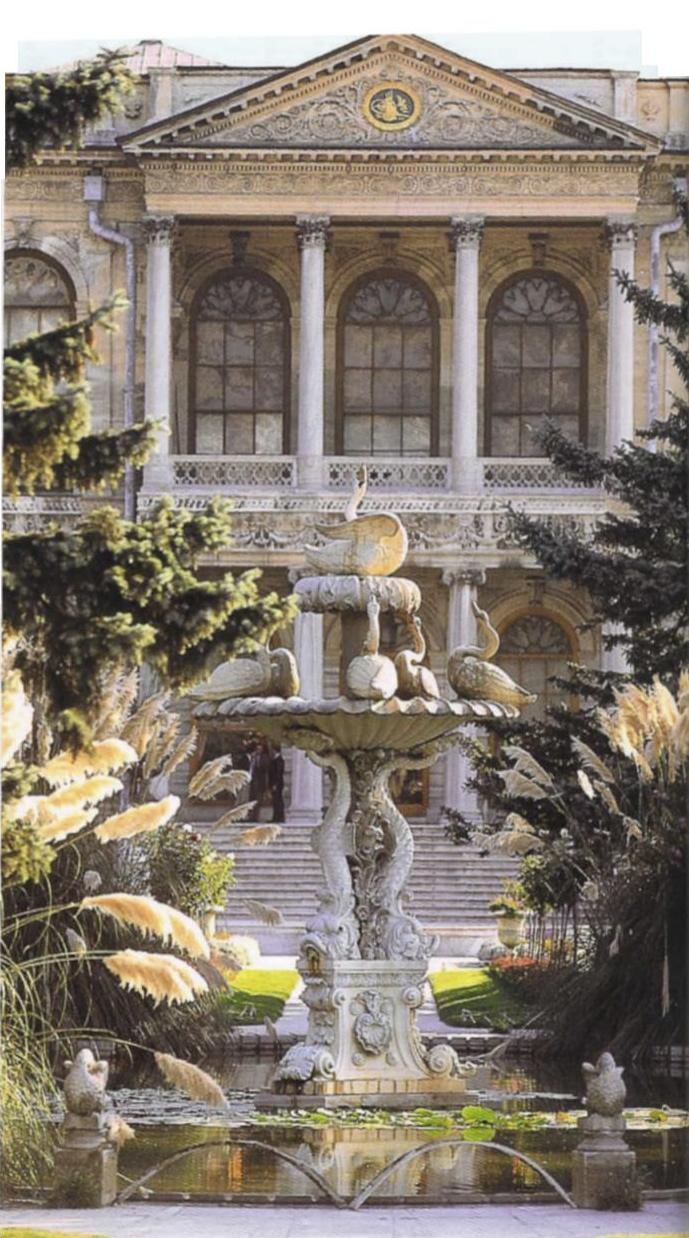
Đài phun nước trong vườn

Thiết kế sàn của cung điện

Dolmabahçe là cung điện lớn nhất Thổ Nhĩ Kỳ. Nó có diện tích 45.000 m 2 (11,2 ha), và có 285 căn phòng, 46 hội trường, 6 phòng tắm và 68 nhà vệ sinh.
Công trình được thiết kế theo phong cách kiến trúc Baroque, Rococo và tân cổ điển, pha trộn với kiến trúc truyền thống Ottoman để tạo ra một công trình tổng hợp rất mới. Bố trí cung điện và trang trí phản ánh sự ảnh hưởng ngày càng lớn của phong cách và tiêu chuẩn châu Âu về văn hóa và nghệ thuật Ottoman trong thời kỳ Tanzimat.
Cung điện vẫn giữ được các yếu tố của cung điện Ottoman truyền thống, và cũng có tính năng của một nhà truyền thống ở Thổ Nhĩ Kỳ. Nó được tách ra thành hai cấu trúc, một tại phía nam (bao gồm Mabeyn-i Humayun hay Selamlık là khu dành cho nam giới) bao gồm các phòng công cộng, và một tại phía bắc (Harem-i Humayun) phục vụ như là nhà ở dành riêng cho Sultan và gia tộc. Hai khu chức năng được phân cách bởi các hội trường lớn (Muayede Salonu hay là Hậu cung) có diện tích sàn lên tới 2000 m² cùng một mái vòm cao 36 m. Hậu cung hoàn toàn bị cô lập với bên ngoài, lối vào chính cho khách hẹp và nằm ở phía nam. Có các phòng để tiếp khách và các nhà ngoại giao nước ngoài. Khu vực hậu cung bao gồm tám căn phòng là nơi ở cho các bà vợ và thê thiếp của Sultan, mỗi phòng có một nhà tắm riêng.

## Trang trí

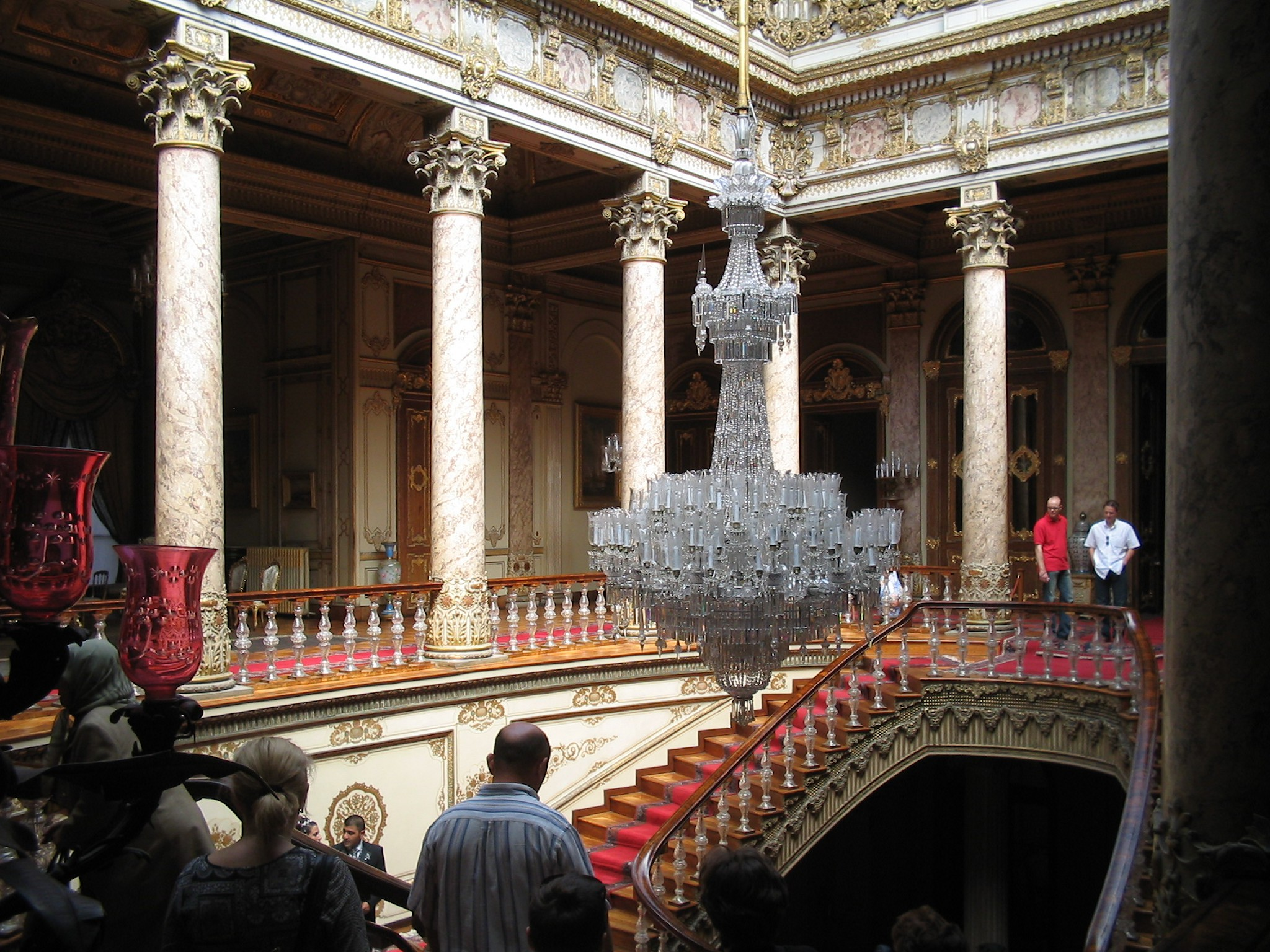
Khu vực cầu thang với đèn chùm Baccarat.

Trong khi Cung điện Topkapi có các ví dụ tinh tế của gạch gốm Iznik và trạm khắc theo kiến trúc Ottoman thì cung điện Dolmabahçe được trang trí với vàng và pha lê. Mười bốn tấn vàng dưới dạng vàng lá được sử dụng để dán trần. Đây cũng là nơi lớn nhất thế giới được trang trí bởi các đèn chùm bằng pha lê Bohemian, được trang hoàng trong các hội trường lớn của cung điện. Đèn chùm là một món quà từ Nữ hoàng Victoria, có tất cả 750 đèn và khối lượng lên tới 4,5 tấn. Dolmabahçe là nơi có bộ sưu tập lớn nhất đèn chùm Bohemian và Baccarat trên thế giới. Nổi tiếng nhất là tại khu vực cầu thang có đèn chùm hình dạng của một đôi móng ngựa, cùng với việc sử dụng đồng và gỗ gụ tạo thành.